# 1. konjeniški polk (Italija)
1. konjeniški polk Nizza Cavalleria je konjeniški polk (Kraljeve sardinske in Kraljeve) Italijanske kopenske vojske.

## Zgodovina
Polk je sodeloval v treh nasledstvenih vojnah, prvi in drugi svetovni vojni.